# Rhyacophila lezeyi
Rhyacophila lezeyi is een schietmot uit de familie Rhyacophilidae. De soort komt voor in het Palearctisch gebied.